# Saint-Sernin (Lot y Garona)
 Saint-Sernin  es una población y comuna francesa, en la región de Aquitania, departamento de Lot y Garona, en el distrito de Marmande y cantón de Duras.

## Demografía
| 532 | 414 | 366 | 362 | 340 | 397 |
| Para los censos de 1962 a 1999 la población legal corresponde a la población sin duplicidades (Fuente: INSEE [Consultar]) |     |     |     |     |     |